# 스파르타크 스타디움 (노보시비르스크)

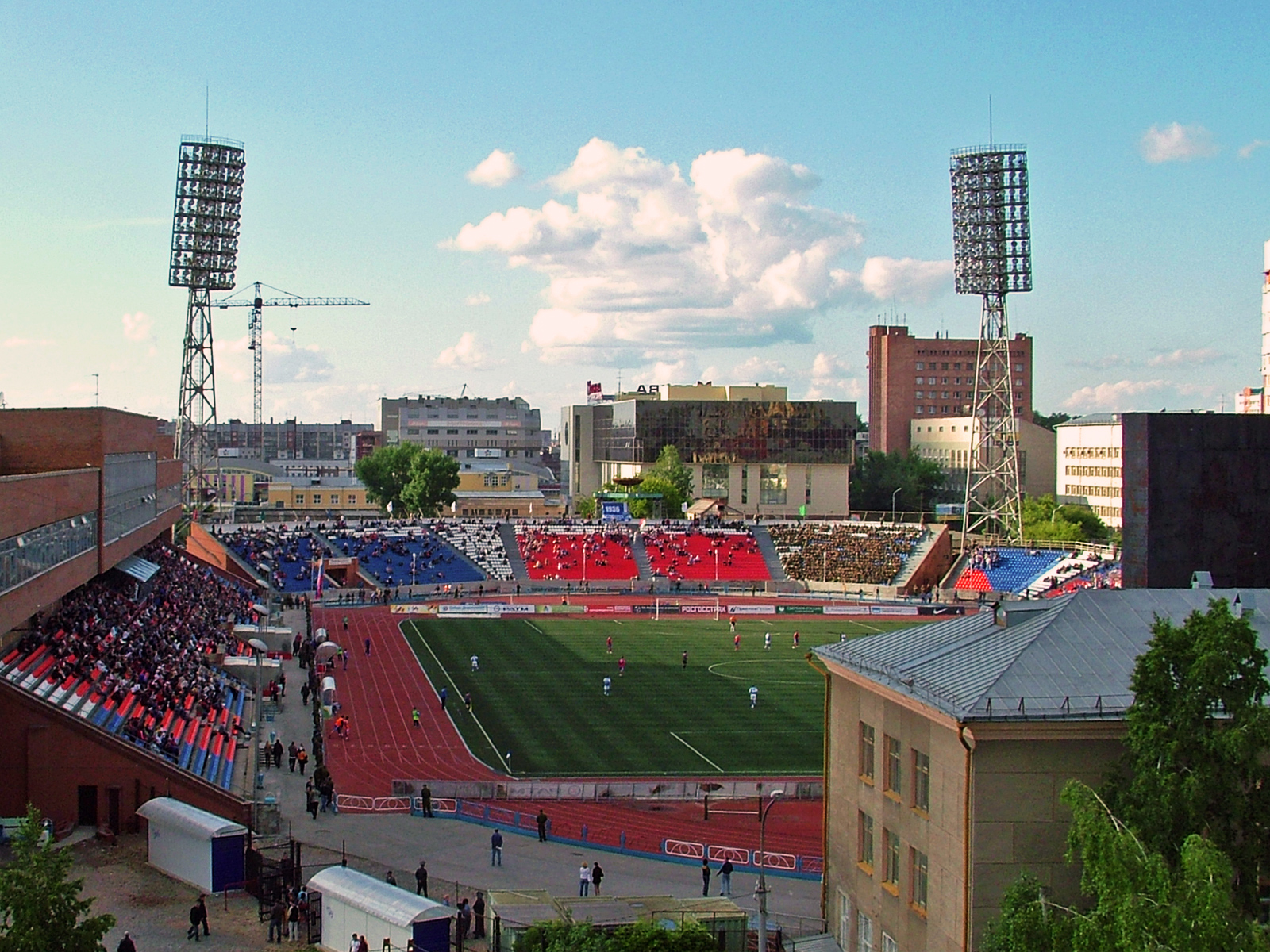

스파르타크 스타디움은 러시아 노보시비르스크에 위치한 종합경기장으로, 12,500명의 수용능력을 가지고 있다.
현재는 주로 축구 경기에 사용되고 있는데, FC 시비리 노보시비르스크의 홈구장으로 사용되고 있다.